# Ophelia bipartita
Ophelia bipartita är en ringmaskart som beskrevs av Monro 1936. Ophelia bipartita ingår i släktet Ophelia och familjen Opheliidae. Inga underarter finns listade i Catalogue of Life.